# Thunderball (Lied)
Thunderball ist ein Lied von Tom Jones aus dem Jahr 1965, das von Don Black und John Barry geschrieben und von Frank Collura produziert wurde. Es ist Teil des Soundtracks zu James Bond 007 – Feuerball und erschien auf dem dazugehörigen Soundtrackalbum Thunderball: Original Soundtrack.

## Hintergrund
Als Kandidaten für den Titelsong waren mehrere Sänger vorhanden, darunter auch Johnny Cash. Ursprünglich war das von Leslie Bricusse und John Barry geschriebene Lied Mr Kiss Kiss Bang Bang als Titellied des Filmes geplant, da es das Thema entsprechend häufig aufgreift. Doch die Produzenten entschieden sich spontan um und engagierten Don Black, da Leslie Bricusse bereits verplant war. Don Black schrieb zusammen mit John Barry Thunderball, welches als neues Titellied des gleichnamigen Filmes diente. Laut Don Black brach Tom Jones gegen Ende der Aufnahme des Liedes zusammen, da er den letzten Ton des Stückes so lange halten musste.

## Chartplatzierungen
| ChartsChartplatzierungen       | Höchstplatzierung | Wochen |
| ------------------------------ | ----------------- | ------ |
| Österreich (Ö3)                | 10 (1 Wo.)        | 1      |
| Vereinigtes Königreich (OCC)   | 35 (4 Wo.)        | 4      |
| Vereinigte Staaten (Billboard) | 25 (9 Wo.)        | 9      |

## Verwendung im Film
Thunderball wird als musikalische Untermalung der Titelsequenz genutzt. In dieser sind schwimmende und tauchende Frauensilhouetten sowie Taucher mit Harpunen zu sehen. Der Hintergrund zeichnet sich durch Luftblasen unter Wasser aus, welcher meist bläulich aber in manchen Teilen der Filmsequenz auch rötlich (bei Einblendung des Filmtitels Thunderball) oder grünlich ist.